# Jérémie Elkaïm
Pour l’article homonyme, voir Elkaïm.
Jérémie Elkaïm, né le 29 août 1978 à Châtenay-Malabry, est un acteur, scénariste et réalisateur français.

## Biographie
Jérémie Elkaïm coécrit, à 17 ans, Un léger différend d'Olivier Séror, court-métrage pour lequel il recevra le prix d’interprétation à Clermont-Ferrand. François Ozon le repère alors et le fait tourner dans Scènes de lit. Sébastien Lifshitz, avec Presque rien, lui offrira son premier rôle dans un long-métrage. Par la suite, les rôles se succèdent dans les films de Bertrand Bonello, Gilles Marchand, Catherine Corsini, Benoît Jacquot et Emmanuel Salinger. Jérémie Elkaïm tourne également pour la télévision et notamment pour l’adaptation française de la série The Office (Le Bureau), réalisée par Nicolas et Bruno.
En 2010, il cosigne le scénario et interprète plusieurs rôles dans le premier long-métrage de sa compagne Valérie Donzelli, La Reine des pommes, qui rencontrera un grand succès public et critique. Parallèlement à sa carrière d’acteur, il réalise son premier court-métrage Manu qui sera sélectionné à Clermont-Ferrand. Pour la 64e édition du festival de Cannes, il est à l’affiche de deux films, Polisse de Maïwenn, qui remporte le prix du jury, et La guerre est déclarée de Valérie Donzelli, dont il est coscénariste et qui s'inspire très directement de leur propre histoire. Ce dernier film est projeté en ouverture de La Semaine de la critique.
En 2016, il prête sa voix à Séb, le personnage principal masculin des 28 épisodes de la série d'animation Salaire net et monde de brutes, diffusée sur Arte, aux côtés de Valérie Donzelli, à nouveau, et de Marianne James.
Il est membre du collectif 50/50 qui a pour but de promouvoir l’égalité des femmes et des hommes et la diversité dans le cinéma et l’audiovisuel,.

### Vie privée
Il a été le compagnon de l'actrice et réalisatrice française Valérie Donzelli pendant quinze ans,,, avec qui il a eu deux enfants, Gabriel, né en 2002, et Rebecca, née en 2007. Le film La Reine des pommes (2009) réalisé par Valérie Donzelli, a marqué la rupture de leur relation amoureuse, et leur film Marguerite et Julien (2015) a marqué la rupture de leur relation professionnelle. Il a ensuite partagé la vie de l'actrice française Anaïs Demoustier, avec qui il a une fille, née en 2016.

## Filmographie

### En tant qu'acteur

#### Cinéma

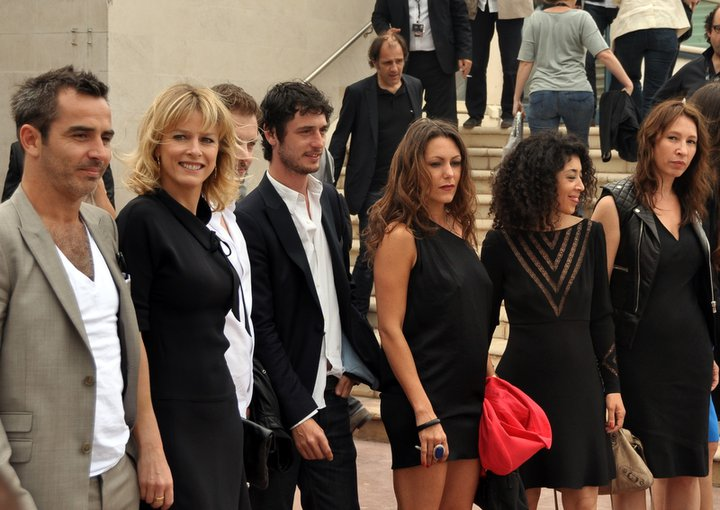
Jérémie Elkaïm et les acteurs du film Polisse au festival de Cannes 2011.

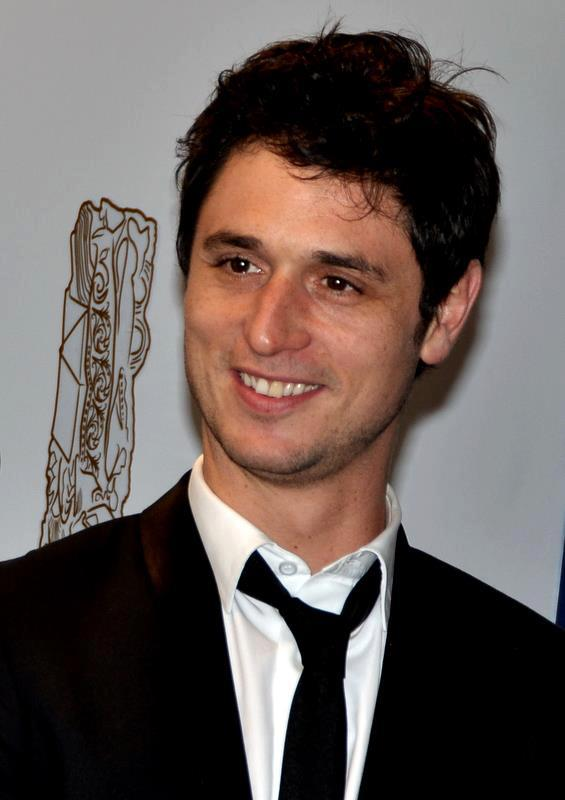
Jérémie Elkaïm à la cérémonie des César 2012.

- 1998 : Maurel et Mardy mendient d'Antoine Desrosieres (court métrage) : Ruth Pierre
- 1998 : Un léger différend d'Olivier Seror (court métrage)
- 1998 : Les Puceaux dans Scènes de lit de François Ozon (court métrage) : Paul
- 1999 : Transit : le chanteur Philippe Barassat (court métrage)
- 2000 : Les Éléphants de la planète Mars de Philippe Barassat (court métrage)
- 2000 : Banqueroute d'Antoine Desrosières : le danseur
- 2000 : Presque rien de Sébastien Lifshitz : Mathieu
- 2001 : Folle de Rachid en transit sur Mars de Philippe Barassat
- 2001 : La Gueule du loup de César Campoy (court métrage)
- 2001 : Petite Sœur : le jeune homme de Eve Deboise (court métrage)
- 2001 : Le Pornographe de Bertrand Bonello
- 2001 : Sexy Boys de Stéphane Kazandjian : Frank
- 2003 : Qui a tué Bambi ? de Gilles Marchand : un ami de Sami
- 2003 : Mariées mais pas trop de Catherine Corsini : Thomas
- 2006 : Le Funambule de Guillaume Brac (court métrage)
- 2006 : L'Intouchable de Benoît Jacquot : l'assistant sur le film
- 2007 : Lisa et le pilote d'avion de Philippe Barassat
- 2009 : La Grande Vie d'Emmanuel Salinger : Damien Demorvaux
- 2010 : Madeleine et le Facteur de Valérie Donzelli (court métrage)
- 2010 : La Reine des pommes de Valérie Donzelli : Mathieu/Pierre/Paul/Jacques
- 2010 : Les Amours secrètes de Franck Phelizon
- 2011 : Polisse de Maïwenn : Gabriel
- 2011 : Toi, moi, les autres, d'Audrey Estrougo : Clément
- 2011 : La guerre est déclarée de Valérie Donzelli : Roméo
- 2011 : Belleville Tokyo d'Élise Girard : Julien Tourelle
- 2012 : Main dans la main de Valérie Donzelli : Joachim Fox
- 2012 : Eau forte de Lucie Duchêne (court métrage)
- 2013 : Grand Départ de Nicolas Mercier : Luc
- 2013 : Opium d'Arielle Dombasle : Étienne de Beaumont
- 2015 : Indésirables de Philippe Barassat : Aldo
- 2015 : Les Bêtises de Rose et Alice Philippon : François
- 2015 : Marguerite et Julien de Valérie Donzelli : Julien
- 2016 : La Jeune Fille sans mains de Sébastien Laudenbach : Le Prince (voix)
- 2016 : Irréprochable de Sébastien Marnier : Philippe
- 2016 : Herculanum d'Arthur Cahn (court métrage) : Marc
- 2017 : Dans la forêt de Gilles Marchand : le père
- 2019 : Premières Vacances de Patrick Cassir : Romain
- 2019 : On ment toujours à ceux qu'on aime de Sandrine Dumas : Paul
- 2019 : Debout sur la montagne de Sébastien Betbeder : Pierre
- 2020 : Des feux dans la nuit de Dominique Lienhard : Mirko

#### Télévision
- 2002 : À cause d'un garçon de Fabrice Cazeneuve : Benjamin
- 2002 : Zone Reptile de Jérôme de Missolz : Jacky
- 2004 : La Nourrice de Renaud Bertrand: Mathieu
- 2006 : Le Bureau (mini série) de Nicolas et Bruno : Paul Delorme
- 2008 : Clara Sheller (série télévisée) écrite par Nicolas Mercier et réalisée par Alain Berliner : Mathieu
- 2008 : Voici venir l'orage... (mini-série) de Nina Companeez
- 2009 : Douce France de Stéphane Giusti : Jérôme Perrin
- 2011 : Simple de Ivan Calbérac : Emmanuel
- 2016 : Salaire net et monde de brutes[1], Arte, 28 épisodes : voix de Séb
- 2018 : Calls de Timothée Hochet : Benjamin
- 2018 : Fiertés de Philippe Faucon : Pio

### En tant que scénariste
- 1998 : Un léger différend d'Olivier Seror
- 2010 : La Reine des pommes de Valérie Donzelli
- 2010 : Madeleine et le facteur de Valérie Donzelli
- 2010 : Manu, de lui-même (court-métrage)
- 2011 : La guerre est déclarée de Valérie Donzelli
- 2012 : Main dans la main de Valérie Donzelli

### En tant que réalisateur
- 2010 : Manu (court métrage)
- 2021 : Ils sont vivants

## Distinctions

### Récompenses
- 1997 : Prix d'interprétation masculine au festival international du court-métrage de Clermont-Ferrand pour Un léger différend d'Olivier Seror
- 2012 : Étoile d'or du meilleur scénario pour La guerre est déclarée
- 2012 : Meilleur acteur pour Main dans la main au festival international du film de Rome

### Nominations
- 2012 : nomination au César du meilleur scénario original pour La guerre est déclarée